# Kasteel van Puivert
Het Kasteel van Puivert (Frans: Château de Puivert) is een kasteelruïne in de Franse gemeente Puivert. Het kasteel is een beschermd historisch monument sinds 1907.
Het kasteel bestaat uit een groot, rechthoekig binnenplein omgeven door een verdedigingsmuur. De ingang bevindt zich in een centrale toren in de oostelijke muur. Deze muur heeft ronde hoektorens. Daartegenover, in de westelijke muur, is een donjon gebouwd. In het midden van de noordelijke muur bevindt zich een ronde toren en er waren bijgebouwen tegen deze muur gebouwd. In het midden van de zuidelijke muur bevindt zich een vierkante toren.
De vierkante donjon is 13e-eeuws en heeft vier verdiepingen. De woning van de kasteelheer bevond zich tussen de donjon en de westelijke muur maar is grotendeels verdwenen.